# Stefan Krikl

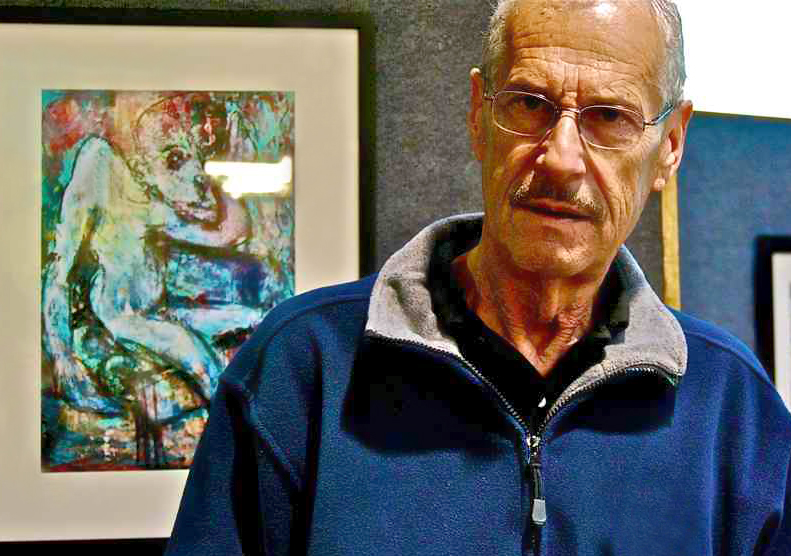
Stefan Krikl (2009)

Stefan Guido-Maria Krikl, eigentlich Krickl (* 13. Januar 1936 in Prag), ist ein US-amerikanischer Künstler. Sein expressionistisches Werk umfasst Zeichnungen und Gemälde sowie Fotografien, Digitaldrucke und Buchillustrationen und ist vor allem von der künstlerischen Auseinandersetzung mit dem Zweiten Weltkrieg in Osteuropa und mit dem Holocaust geprägt. Eine Besonderheit stellen Krikls Miniatur-Installationen dar: von ihm geschaffene Miniatur-Szenarien vom Krieg und Holocaust, für die er detailgetreu angefertigte Kriegsgerät-Requisiten und Figuren in Miniaturgröße verwendet. Krikl gestaltete seit Anfang der 2000er-Jahre mehrere Tausend solcher Miniaturkompositionen, die er anschließend fotografierte und so authentisch wirkende „Schnappschussfotos“ reinszenierte. Zum Teil erstellt er davon künstlerische Digitaldrucke und Buchillustrationen, indem er bei ausgewählten Fotoaufnahmen eine digitale Nachbearbeitung vornimmt.

## Leben
Stefan Krikl wuchs in Prag als Sohn des Ehepaars Eduard und Anny Krickl auf. Sein Vater, dessen Vorfahren seit dem 16. Jahrhundert Militärs waren, hatte zunächst ebenfalls eine militärische Laufbahn eingeschlagen und die Theresianische Militärakademie in Wien absolviert; er war im Ersten Weltkrieg wegen seiner Tapferkeit dekoriert worden und hatte später seine Dienstzeit als Offizier beendet. Krikls Mutter war Jüdin und stammte aus einer großen Familie, sie hatte insgesamt sieben Brüder und Schwestern. Krikl hatte auch eine ältere Halbschwester, die aus der ersten Ehe seines Vaters stammte und bei seiner Geburt bereits erwachsen war. Beide Eltern betätigten sich als Künstler. Krikl erlebte in seiner frühen Kindheit die Auswirkungen des Nationalsozialismus auf sein Heimatland sowie den Zweiten Weltkrieg.
Krikl war drei Jahre alt, als die Nationalsozialisten die sogenannte Rest-Tschechei annektierten, die deutsche Wehrmacht in Böhmen einmarschierte und das „Protektorat Böhmen und Mähren“ errichtete. Er musste geheim halten, dass seine Mutter Jüdin war, und wurde dadurch als kleiner Junge mit einer „Frage von Leben und Tod“ belastet.

“The hardest thing was listening to the children in school, reading postcards from German soldiers bragging. And hearing them talk about the ‚low races‘. I couldn’t believe my mother was what they said.”

„Das Schlimmste war, den anderen Kindern in der Schule zuzuhören, wie sie Postkarten ihrer prahlerischen deutschen Soldatenväter vorlasen. Und sie über ‚minderwertige Rassen‘ reden zu hören. Ich konnte nicht glauben, dass meine Mutter ‚minderwertig‘ sein sollte.“

Krikls Vater versuchte mit Hilfe seiner Beziehungen zu früheren Kameraden aus seiner Militärzeit, die inzwischen Nationalsozialisten geworden waren und in der deutschen Wehrmacht dienten, seine jüdische Frau vor der Deportation in ein Konzentrationslager zu bewahren. Dennoch wurden beide 1943 verhaftet, Krikls Vater kam in ein Zwangsarbeiterlager und seine Mutter in ein Konzentrationslager. Krikl wurde von seiner „arischen“ Halbschwester aufgenommen. Die Familie war zersplittert; alle Familienmitglieder überlebten jedoch die restliche Kriegszeit und fanden nach Kriegsende in Panama wieder zusammen, wo sie fortan in Panama-Stadt lebten. Aus der jüdischen Familie seiner Mutter überlebten nur sie und zwei ihrer Brüder den Holocaust, insgesamt 36 Familienangehörige mütterlicherseits wurden in den Gaskammern der Nationalsozialisten ermordet.
Der im spanisch sprechenden Panama schwierig auszusprechende Familienname Krickl wurde auf Krikl vereinfacht, was dann beibehalten wurde. Stefan Krikl beendete seine Schulzeit mit zwölf Jahren und absolvierte eine Ausbildung als Juwelier sowie später in der Diamantbestimmung und im Diamanthandel. Nebenher betätigte er sich künstlerisch, er zeichnete und malte und hatte mit 16 Jahren seine erste Ausstellung in der Tivoli Gallery in Panama. Er wurde von dem späteren Kunstlehrer und -professor Isaac Benitez gefördert.
1952 zeigte bei einem Besuch ein Jugendfreund des Vaters und ehemaliger Nationalsozialist, der inzwischen ebenfalls in Panama lebte und sich als „retired german officer“ (deutsch pensionierter deutscher Offizier) bezeichnete, zwei Alben mit Fotografien vor. Die Aufnahmen hatte dieser ehemalige deutsche Kriegsteilnehmer als Hobbyfotograf während des Krieges angefertigt und nach Kriegsende bei seiner Flucht ins Ausland als „Kriegserinnerungen“ mitgenommen. Die Alben waren mit „Unsere Erlebnisse im Osten“ und „Postkarten von der Front“ betitelt.
Die darin enthaltenen, mit kurzen Erläuterungen versehenen Fotografien zeigten „alltägliches Leben im Krieg“, wie posierende Soldaten als „Eroberer und Sieger“ sowie „im Kampf“, aber auch den „Alltag im Holocaust“: eine kirchliche Trauung von Nationalsozialisten in Krakau – ein Verhör eines Gefangenen – ein junges Mädchen mit Bewachern in einem Konzentrationslager – eine Hinrichtung. Die authentischen Fotoaufnahmen beeindruckten den 16-jährigen Stefan Krikl sehr und „brannten sich in sein Gedächtnis ein“.

“Can you imagine going to Disneyland without a camera to take pictures of all the characters? When the Nazis came, they thought they were taking over for a thousand years. They wanted to take pictures of the natives.”

„Können Sie sich vorstellen, dass Sie Disneyland besuchen, ohne eine Kamera mitzunehmen, um Bilder von all den Figuren dort zu machen? Als die Nazis kamen, dachten sie, sie würden die besetzten Länder für tausend Jahre übernehmen. Sie wollten Erinnerungsfotos von den Eingeborenen machen.“

Krikl übersiedelte später in die USA, erhielt die US-amerikanische Staatsbürgerschaft und arbeitete unter anderem als Juwelier und Diamanthändler für Tiffany & Co. Stefan Krikl lebt in Fountain Valley im Orange County im US-Bundesstaat Kalifornien. Er ist verheiratet, das Ehepaar hat drei Kinder.

## Miniatur-Szenarien vom Krieg und Holocaust
Bei seiner künstlerischen Arbeit befasste Krikl sich thematisch zunehmend mit dem Zweiten Weltkrieg in Osteuropa und dem Holocaust, wobei er teils auch seine eigenen Eindrücke aus seiner Kindheit verarbeitete. Die Fotoalben des ehemaligen „Kriegsfotografen“ kamen Krikl immer wieder in Erinnerung; die Schnappschussfotos – mit deren oft groteskem Humor, verbunden mit den Gräueln des Krieges – wirkten in ihm nach und beschäftigten ihn zunehmend.

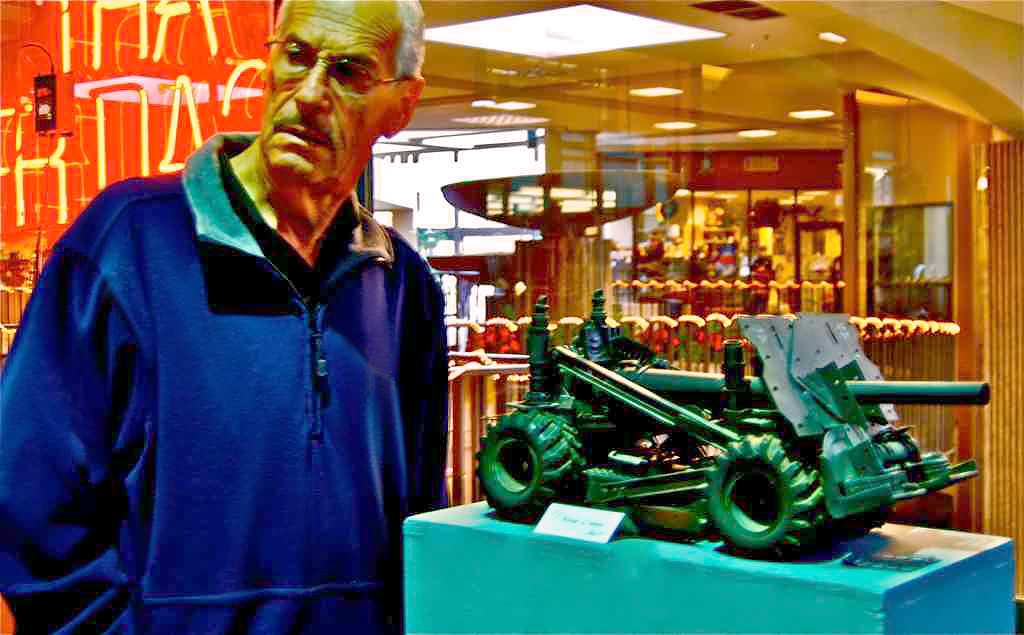
Stefan Krikl mit einem seiner Miniatur-Geschütze (Ausstellung in Huntington Beach, 2009)

Schließlich begann Krikl Mitte der 1980er-Jahre – anfangs eher als Hobby – die Fotoszenen, an die er sich gut erinnern konnte, in Form von naturgetreuen Miniatur-Szenarien nachzubauen. Aus Metall- und Plastikteilen aller Art, die er in Secondhand-Läden und auf Schrottplätzen zusammensuchte, baute er teils frei erfundene, aber realistisch wirkende Militär- und Kampffahrzeuge in Miniaturgröße, wie Kübelwagen, Panzer und Artilleriegeschütze. So beschaffte er sich zum Beispiel gebrauchte Baseballschläger aus Aluminium und verwendete Teilstücke davon als konisch verlaufende „Geschützrohre“ für seine Miniatur-Geschütze, und bei Radfahrzeugen verwendete er Räder von Spielzeugautos. Das „Personal“ für seine Szenarien fertigte Krikl aus handelsüblichen G.I.-Joe-Action-Figuren, die er so umarbeitete und umgestaltete, dass sie den „echten Soldaten“ sowie den sonstigen Kriegsteilnehmern und -opfern auf den Fotografien in seiner Erinnerung möglichst genau entsprachen.
Sein Miniatur-Kriegsgerät bezeichnet Krikl als „Art-Craft“ (deutsch Kunsthandwerk). Mit Hilfe seiner Kriegsgerät-Requisiten und seiner Figuren schuf er insgesamt 26 vollständige Miniatur-Szenarien, von denen er dann reinszenierte, möglichst authentisch wirkende Fotoaufnahmen machte. Als Krikl das Rekonstruktionsprojekt begann, hatte er nach eigener Aussage „zunächst keine Vorstellung davon, wohin es ihn führen würde“. Daraus entstanden eine Vielzahl von künstlerischen Miniatur-Installationen sowie ein fotografisches Langzeitprojekt.

## Künstlerisches Werk

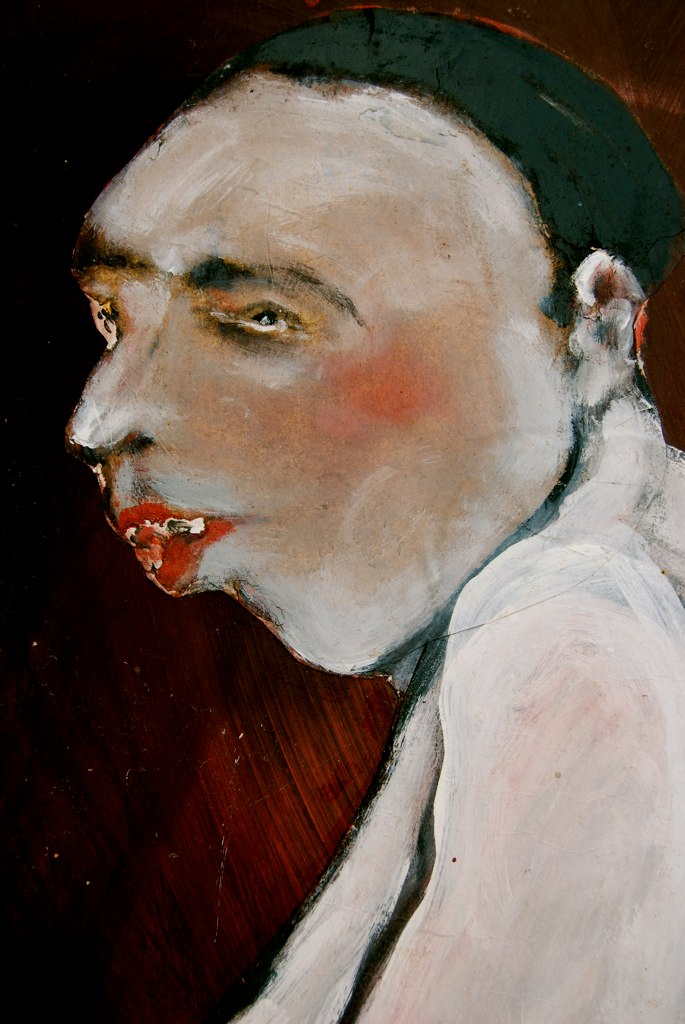
Dr. Carl Clauberg „The beast“ (deutsch Dr. Carl Clauberg „Die Bestie“), aus der Serie Doctors of Death, 1985, Mischtechnik, 71 cm x 112 cm

Stefan Krikl bezeichnet sich selbst als expressionistischen Künstler. Seinen bestimmenden Themen „Zweiter Weltkrieg in Osteuropa“ und „Holocaust“ widmete er sich in Form von expressionistischen Arbeiten in künstlerischen Techniken wie Zeichnungen, Collagen, Digitaldrucke und Gemälden. So schuf er unter anderem Hunderte von expressionistischen Porträts, die er teils als „unvollendete“ bezeichnete.
Dazu gehören Serien wie Doctors of Death (deutsch Ärzte des Todes), bei der Krikl sich mit den KZ-Ärzten und anderen Beteiligten an den Medizinverbrechen des Dritten Reiches auseinandersetzte. So entstanden zum Beispiel mehrere expressionistische Porträts des Gynäkologen und SS-Arztes Carl Clauberg, der in den Konzentrationslagern Auschwitz und Ravensbrück „Sterilisationsversuche“ an weiblichen Häftlingen durchführte, und der wegen seines brutalen Vorgehens und auch ob seiner geringen Körpergröße von KZ-Häftlingen als „Die Bestie“ (englisch The beast) bezeichnet wurde.
Bei seinen Gemälden arbeitet Krikl bevorzugt mit Acrylfarben sowie in Mischtechnik.
Krikls aktuelles Werk neben seinen Gemälden besteht aus seinem ergebnisoffenen fotografischen Langzeitprojekt, mit den beiden Themen Postcards from the Front und Achtung, Kamera, Aktion!, das er aus seinen früheren Miniatur-Szenarien weiterentwickelte und an dem er seit etwa dem Jahr 2000 arbeitet. Er formt dafür handelsübliche Action-Figuren, die aus einer Kunststoffmasse bestehen, durch Anschmelzen um, ergänzt deren „Gesichtsmimik“ mit Wachs, bemalt die Figuren und stattet sie mit Haaren, Uniformen sowie Waffen und anderen Ausrüstungsteilen in Miniaturgröße detailgetreu aus. Anschließend gestaltet Krikl mit den jeweils aufbereiteten Figuren sowie mit seinem Fundus an Kriegsgerät-Requisiten kleine, realistisch wirkende Szenarien, die er dann fotografiert.
Krikl arbeitet dabei mit Analog- und Digitalaufnahmen und hat mittlerweile mehrere Tausend inszenierte Miniaturkompositionen geschaffen und fotografisch „dokumentiert“. Zusätzlich erschafft er aus den Digitalaufnahmen durch digitale Bildbearbeitung expressionistische Digitaldrucke sowie Vorlagen für Poster und Buchillustrationen, die der Comic Art und den Cartoons zugeordnet werden können. Seine so entstandenen Fotografien und Drucke sowie seine Gemälde stellt er teilweise auch zusammen mit einigen seiner Miniatur-Installationen und seiner Miniatur-Panzer und -Geschütze aus. Zum Beispiel bestand seine Einzelausstellung Expressionist Cartoons Ende 2009 in der kommunalen Central Library and Art Gallery in der südkalifornischen Großstadt Huntington Beach vor allem aus Gemälden aus seiner neueren Serie Holocaust theater, die von der Kuratorin Gary Sohl durch mehrere von Krikls Miniatur-Kriegsgeräten als Props (deutsch Requisiten) ergänzt wurden.

“His work is a study on the time period of World War II and the atrocities of war. The scenes he creates, or recreates, are his emotional response to what he once viewed and are meant to evoke a similar response in others.”

„Seine [Krikls] Arbeit beschäftigt sich mit der Zeit des Zweiten Weltkrieges und den Grausamkeiten des Krieges. Die Szenen, die er schafft oder rekonstruiert, sind seine emotionale Reaktion darauf, was er einmal gesehen hat, und sollen eine ähnliche Reaktion bei anderen hervorrufen.“

Krikl hatte Einzelausstellungen insbesondere an Hochschulstandorten sowie in Kunstgalerien von Kommunen und Universitäten in mehreren US-Bundesstaaten und war an Gruppenausstellungen beteiligt.

## Galerie
Die beiden nachfolgenden Bilderreihen zeigen eine Auswahl von Krikls künstlerischen Arbeiten:
Erste Bilderreihe

In seiner Porträtstudie Dr. Horst Schumann with volunteer patient (1. Bild von links) aus der Serie Doctors of Death setzt Krikl sich mit dem SS-Sturmbannführer und „Euthanasie“-Tötungsarzt Horst Schumann auseinander, der von 1942 bis 1944 im KZ Auschwitz „Menschenversuche“ durchführte und die Möglichkeiten einer Massensterilisation durch Röntgenstrahlen erprobte. Schumann suchte seine „Versuchspersonen“ selber unter den KZ-Häftlingen aus, kaum eines der Opfer überlebte. Das zweite Bild zeigt ein neueres Gemälde von Krikl aus seiner Serie Holocaust theater, es stellt eine Generalprobe einer der Theatergruppen der KZ-Häftlinge im KZ Theresienstadt dar, die im Rahmen der „kulturellen Aktivitäten dieses Vorzeigelagers“ unter anderem Hamletparodien aufführten.
Es folgen zwei Beispiele für Krikls Illustrationen, die er durch digitale Bearbeitung von Fotografien aus seinem Projekt Postcards from the Front bzw. Achtung, Kamera, Aktion! gestaltete. Mit der Comicstrip-Illustration Sightseeing and road trips around Auschwitz (dt.: Besichtigungen und Ausflüge rund um Auschwitz) spielt Krikl auf die „Betriebsausflüge“ an, die das männliche und weibliche Personal der Konzentrations- und Vernichtungslager sowie der Tötungsanstalten jeweils öfters gemeinsam unternahm – „zur Entspannung, und um die Moral zu fördern“. Die Buchillustration (4. Bild von links) zeigt ein Beispiel von Krikls Darstellungen eines „typischen“ SS-Offiziers (hier während der nationalsozialistischen Militäroperationen in Osteuropa), bei denen er den in amerikanischen Kino- und Fernsehfilmen üblichen „Typus des glatten, kalten, bösen, intelligenten und politisch verbohrten […] SS-Kommandanten“ kritisch interpretiert.

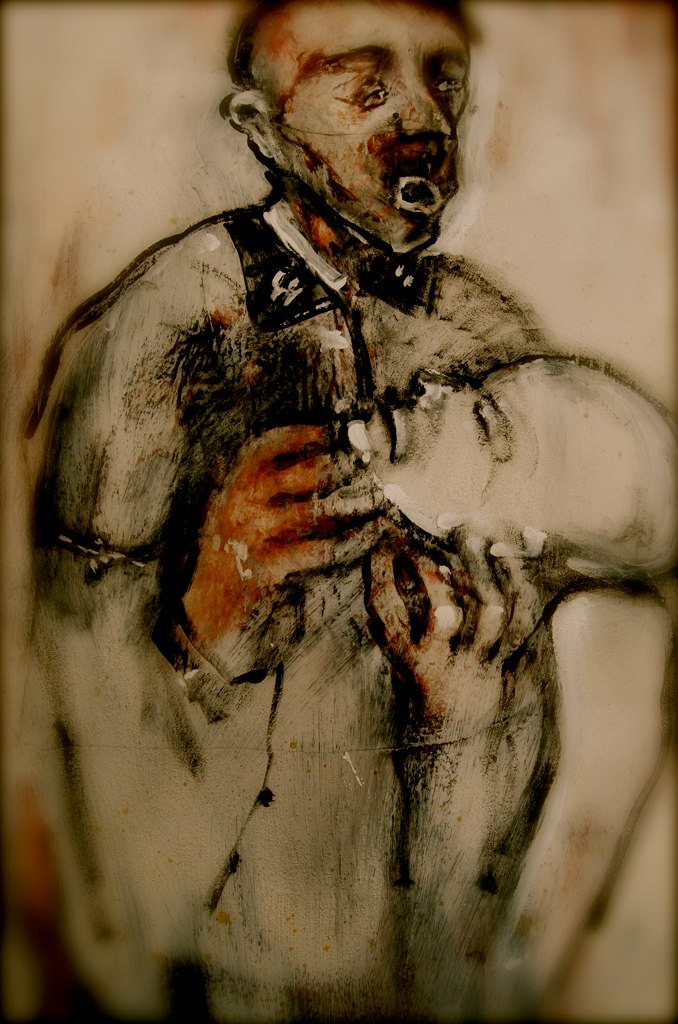
Dr. Horst Schumann with volunteer patient (dt. Dr. Horst Schumann mit freiwilligem Patienten), aus der Serie Doctors of Death, 1985, Mischtechnik, 71 cm x 112 cm
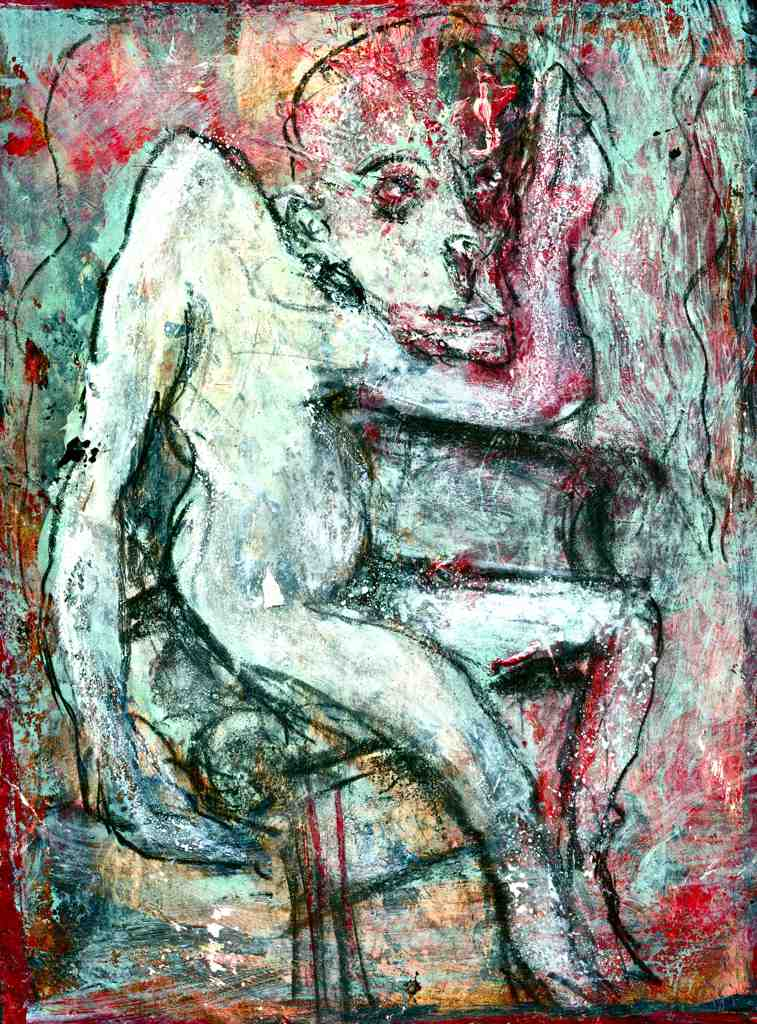
The rehearsal (dt. Die Generalprobe), aus der Serie Holocaust theater, 2009, Mischtechnik, 53 cm x 66 cm
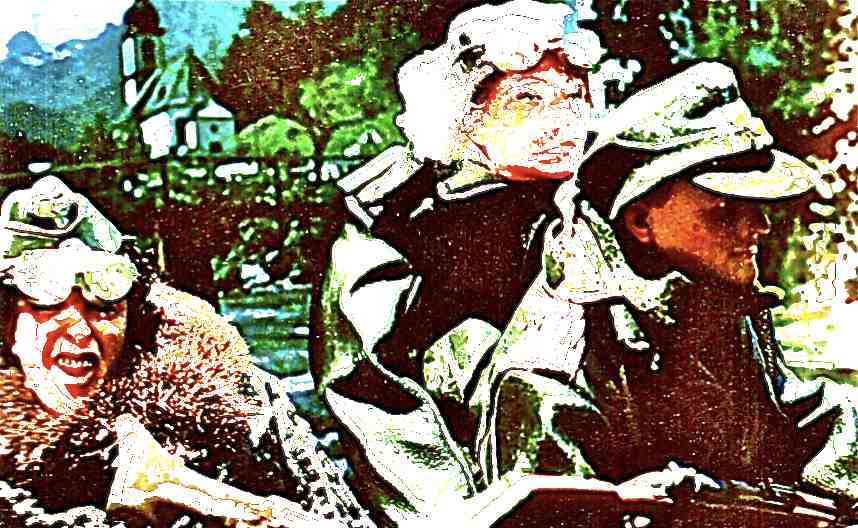
Ohne Titel, Comicstrip-Illustration aus der Serie Sightseeing and road trips around Auschwitz (dt. Besichtigungen und Ausflüge rund um Auschwitz), 2006, digital bearbeitete Fotografie
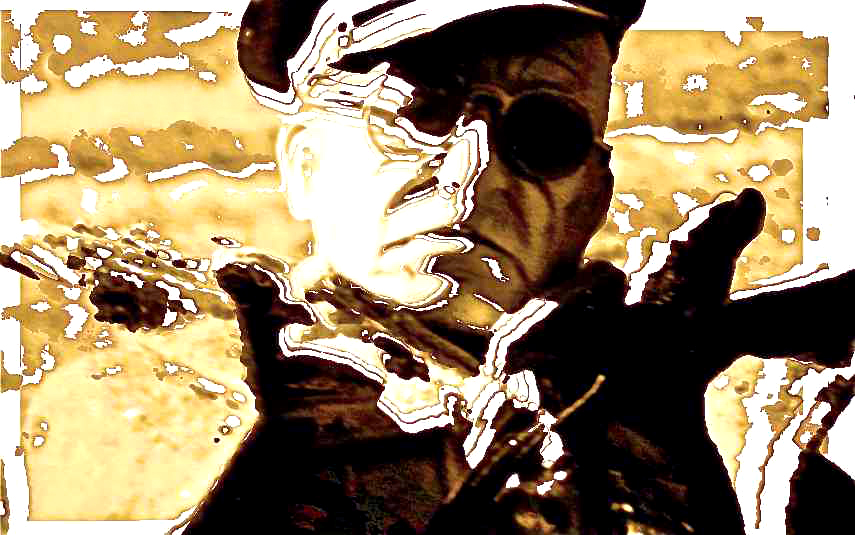
Ohne Titel, Buchillustration aus den Serien Unsere Abenteuer im Osten und Blazing Inferno (dt. Brennendes Inferno), 2009, digital bearbeitete Fotografie

Zweite Bilderreihe

Nachfolgend eine Auswahl von vier Fotografien aus Krikls Projekt Achtung, Kamera, Aktion! bzw. Postcards from the Front. Ganz links eine Charakterstudie eines „SS-Führer-Typus’“ als Miniatur-Figur von Krikl, die er in verschiedenen Szenarien unterschiedlich einsetzte und die er in seiner Serie Assassination of Reinhard Heydrich (dt. Ermordung von Reinhard Heydrich) als den SS-Obergruppenführer und Stellvertretenden Reichsprotektors von Böhmen und Mähren, Reinhard Heydrich „verwendete“. Das zweite Bild (von links) stammt aus seiner Serie Blazing Inferno (dt. Brennendes Inferno) und zeigt einen Wehrmachtssoldaten mit einem Flammenwerfer während der Racheakte der Nationalsozialisten nach dem Attentat auf Heydrich, wie die Zerstörung von Lidice und Ležáky. Das dritte Bild (von links) mit dem Titel Shootout at Felsenheim aus der gleichnamigen Serie (dt. Schlacht bei „Felsenheim“) stellt deutsche Soldaten während einer fiktiven Schlacht an der Ostfront dar, und das Bild ganz rechts zeigt eine von Krikls Miniatur-Installationen der realen Schlacht von Stalingrad.

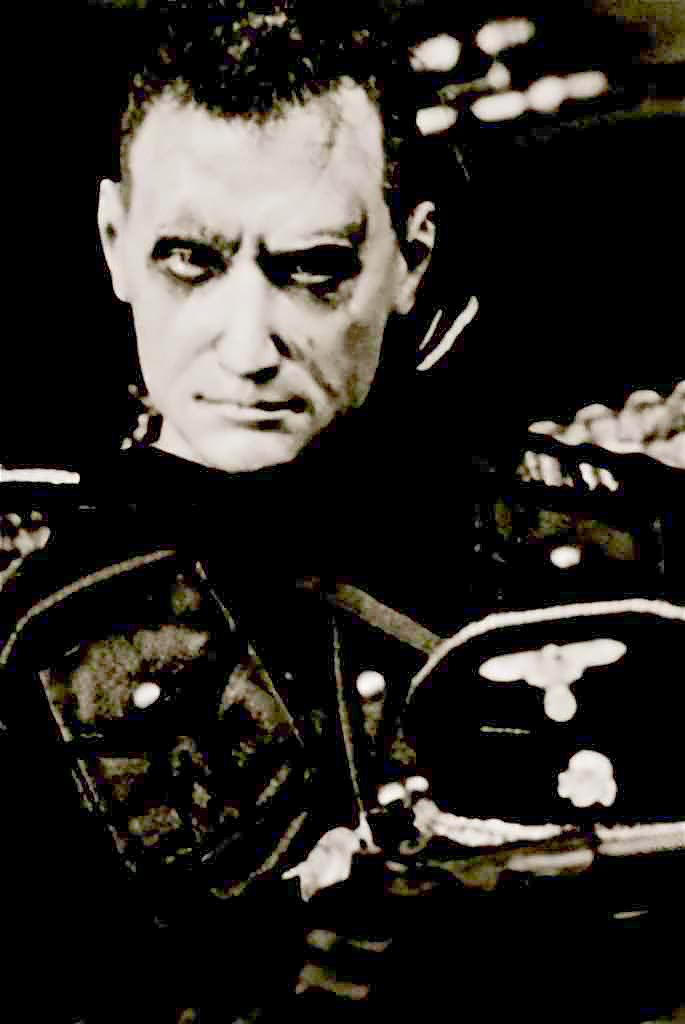
Charakterstudie, hier als Reinhard Heydrich, Fotografie aus der Serie Assassination of Reinhard Heydrich (dt. Ermordung von Reinhard Heydrich), 2000–2005
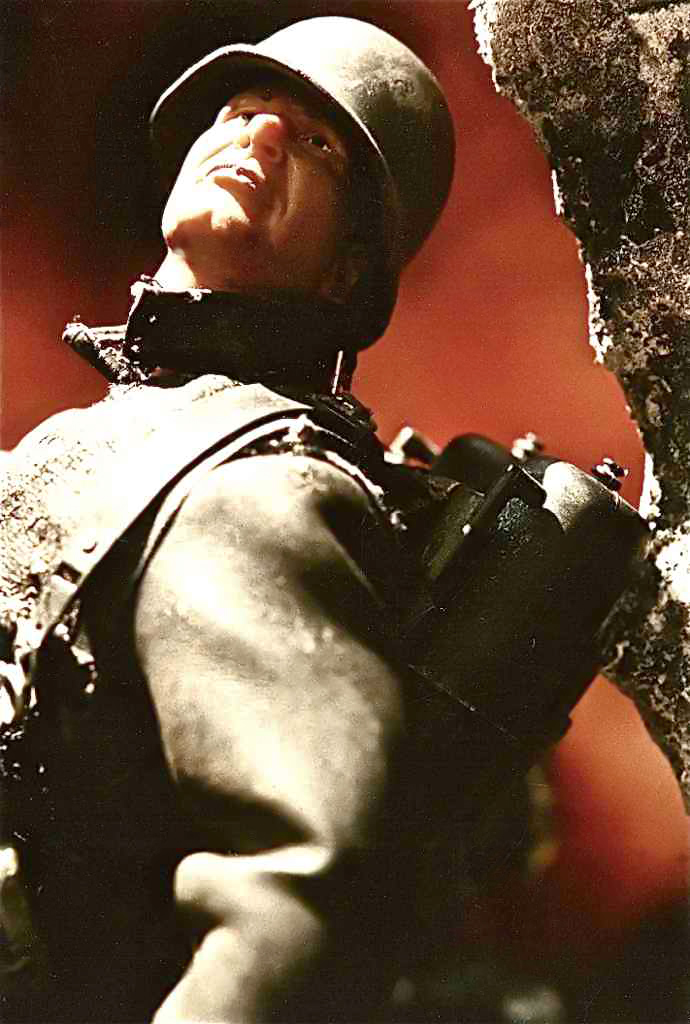
Ohne Titel, Fotografie aus der Serie Blazing Inferno (dt. Brennendes Inferno), 2000–2005
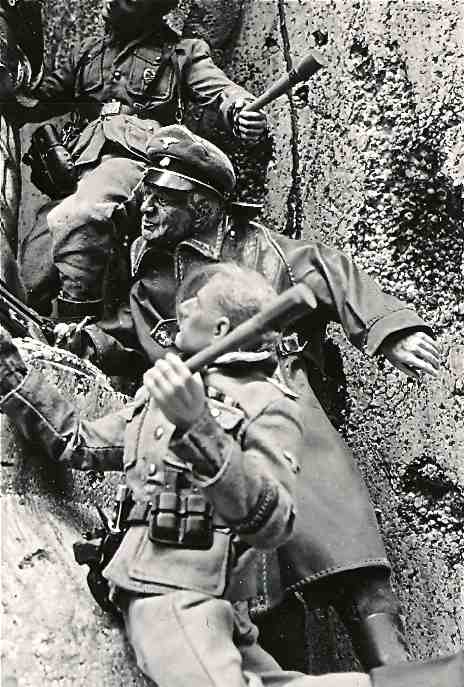
Shootout at Felsenheim (dt. Schlacht bei „Felsenheim“), Fotografie aus der gleichnamigen Serie, 2005–2006
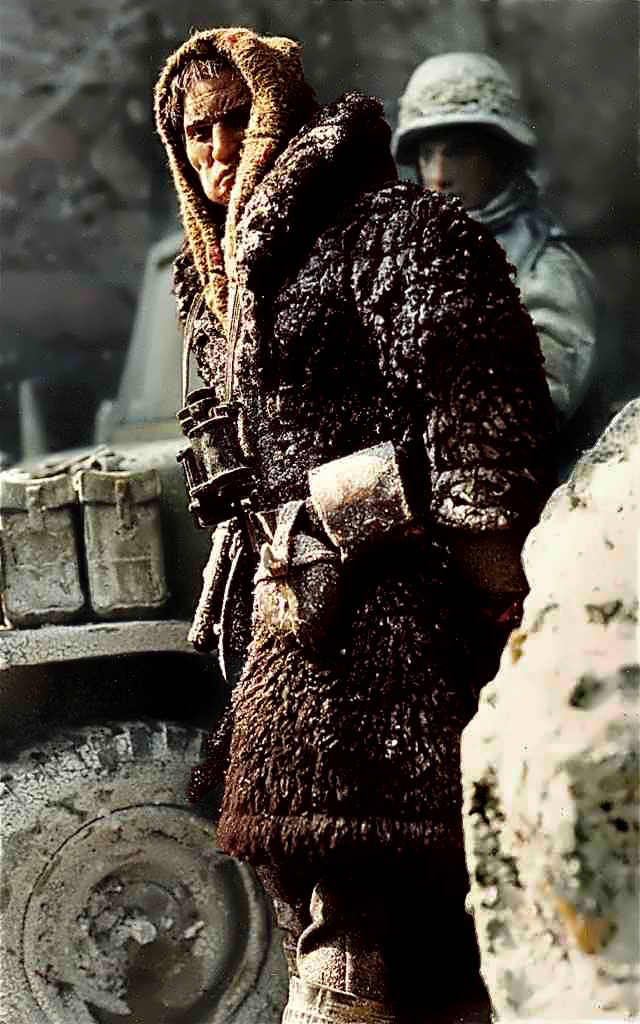
Ohne Titel, Fotografie aus der Serie On to Stalingrad (dt. Auf nach Stalingrad), 2006

## Ausstellungen (Auswahl)
Einzelausstellungen
- 2009: Expressionist Cartoons – Drucke, Gemälde und Miniaturinstallationen; Central Library and Art Gallery in Huntington Beach, Kalifornien; Kuratorin: Gary Sohl
- 2007: Postcards from the Front – Fotografien; Irvine Fine Arts Center in Irvine, Kalifornien[11]
- 2005: Postcards from the Front – Fotografien; Alkek Library an der Texas State University in San Marcos, Texas; Kuratorin: Mary Mikel Stump (als Beitrag zu dem Programm Common Experience)
- 2004: Postcards from the Front – Fotografien; Rogue Community College in Grants Pass, Oregon[2]
- 1991: Recent Works – Mischtechnik; Central Library and Art Gallery in Huntington Beach, Kalifornien
- 1991: Re-Collections of Selections – 25 expressionistische Porträts und Kompositionen; College Gallery in Ridgecrest, Kalifornien; Kurator: Prof. Donald Rosenberg (privater Ankauf der Ausstellungskollektion)
- 1990: The Fallen Ones – expressionistische Porträts, Mischtechnik; Rogue Community College in Grants Pass, Oregon
- 1988: Silent Screams – expressionistische Gemälde und Zeichnungen; Ohio State University Art Gallery in Newark, Ohio
- 1987: Reconstructions and Whitewash – Auswahl von 32 expressionistischen Gemälden; Norman Feldheym Gallery in San Bernardino, Kalifornien (Ankauf der Ausstellungskollektion durch die Galerie)
- 1985: Doctors of Death – expressionistische Gemälde und Zeichnungen, aus einer Serie von mehreren Hundert „unfinished portraits“ (dt. Unvollendete Porträts), entstanden 1979–1985; Southwest Texas State University in San Marcos, Texas; Kurator: Mark Todd
- 1978: Recent Works – expressionistische Gemälde; Winchester Gallery in Santa Ana, Kalifornien; Kurator: Daniel Winchester
- 1976: Terrorists – expressionistische Porträts, Gemälde; Pepperdine University in Malibu, Kalifornien
- 1975: Expressionist Compositions – Auswahl von 35 expressionistischen Gemälden, präsentiert von Robert Guggenheim; Gallery Lido in Newport Beach, Kalifornien; Kuratorin: Ruth Jensen

Gruppenausstellungen
- 1984: Guggenheim Gallery am Chapman College in Fullerton, Kalifornien
- 1984: Brand Library and Art Galleries in Glendale, Kalifornien (Kunstpreis; Ankauf für ständige Kollektion)
- 1983: Newport Harbor Museum of Art in Newport Beach, Kalifornien
- 1983: Orange County Center of Contemporary Art in Costa Mesa, Kalifornien
- 1982: Lakeview Museum at Hartman Center in Peoria, Illinois
- 1982: Bradley University in Peoria, Illinois
- 1980: Memphis State University in Memphis, Tennessee
- 1980: Art Center am Columbia College in New York City